# K-ноїд

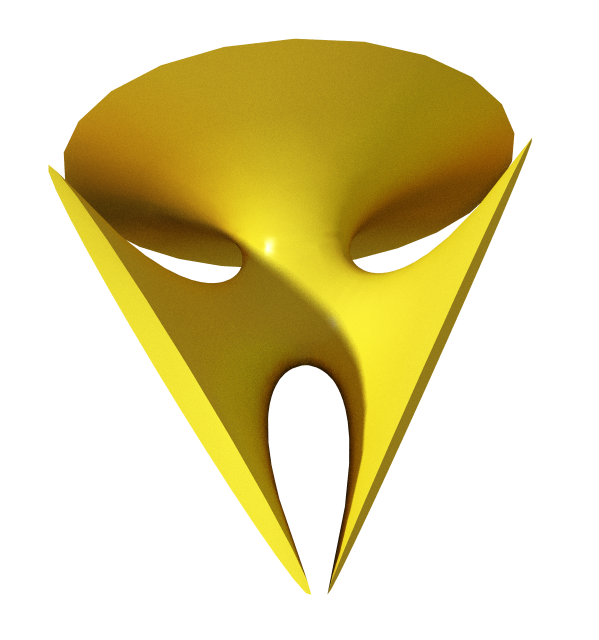
Триноїд

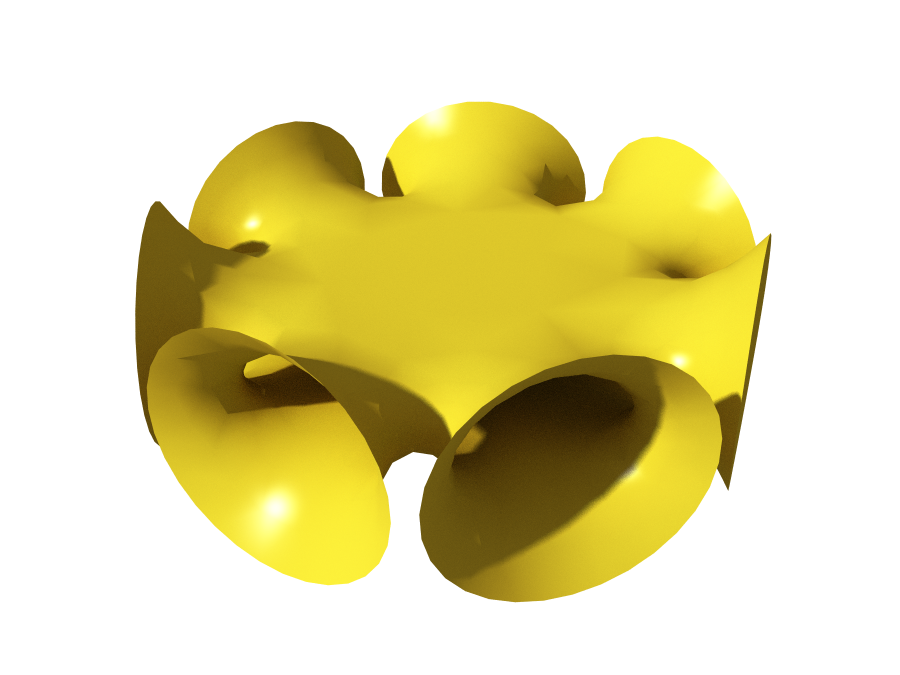
7-ноїд

У диференціальній геометрії k-ноїд — це мінімальна поверхня з k катеноїдними отворами. Зокрема, 3-ноїд часто називають триноїдом. Перші k -ноїдні мінімальні поверхні були описані Хорхе та Міксом у 1983 році.
Термін k-ноїд і триноїд також іноді використовується для позначення поверхонь постійної середньої кривини, особливо розгалужених версій ондулоїда («триундулоїди»).
k-ноїди топологічно еквівалентні k -проколотим сферам (сферам з вилученими k точками). k-ноїди із симетричними отворами можуть бути створені за допомогою параметризації Вейєрштрасса-Еннепера {\displaystyle f(z)=1/(z^{k}-1)^{2},g(z)=z^{k-1}\,\!}. Це дає змогу записати параметризацію поверхні формулами
{\displaystyle {\begin{aligned}X(z)={\frac {1}{2}}\Re {\Bigg \{}{\Big (}{\frac {-1}{kz(z^{k}-1)}}{\Big )}{\Big [}&(k-1)(z^{k}-1)_{2}F_{1}(1,-1/k;(k-1)/k;z^{k})\\&{}-(k-1)z^{2}(z^{k}-1)_{2}F_{1}(1,1/k;1+1/k;z^{k})\\&{}-kz^{k}+k+z^{2}-1{\Big ]}{\Bigg \}}\end{aligned}}}
{\displaystyle {\begin{aligned}Y(z)={\frac {1}{2}}\Re {\Bigg \{}{\Big (}{\frac {i}{kz(z^{k}-1)}}{\Big )}{\Big [}&(k-1)(z^{k}-1)_{2}F_{1}(1,-1/k;(k-1)/k;z^{k})\\&{}+(k-1)z^{2}(z^{k}-1)_{2}F_{1}(1,1/k;1+1/k;z^{k})\\&{}-kz^{k}+k-z^{2}-1){\Big ]}{\Bigg \}}\end{aligned}}}
{\displaystyle Z(z)=\Re \left\{{\frac {1}{k-kz^{k}}}\right\}}
де {\displaystyle _{2}F_{1}(a,b;c;z)} – гіпергеометрична функція Гауса і {\displaystyle \Re \{z\}} позначає дійсну частину {\displaystyle z}.
Також можна створити k-ноїди з отворами в різних напрямках і розмірах, k-ноїди, що відповідають платонічним тілам, і k-ноїди з ручками.

## Ланки
- Indiana.edu [Архівовано 20 жовтня 2019 у Wayback Machine.]
- Page.mi.fu-berlin.de [Архівовано 16 червня 2017 у Wayback Machine.]